# الورم الوعائي اللمفاوي
الورم الوعائي اللمفاوي مرض يتميز بتورم العقد اللمفاوية والأوعية الدموية. توصف الآفة على أنها «خليط من السوائل الصافية والكيسات المملوءة بالدم» أو كتلة من الأوردة المتورمة غير الطبيعية والعقد اللمفاوية أو نمو ورمي في الأوعية اللمفاوية والأوعية الدموية. وفي كثير من الأحيان، يعتبر تسمية مغلوطة للتشوه اللمفاوي والشعيري المشترك. الأورام الوعائية اللمفاوية تشوهات في الأنسجة اللمفاوية، يظهر 75% منها بالقرب من الرأس والعنق. ويمكن أن تصيب أي منطقة من الجسم. يكون هذا المرض أكثر شيوعًا بين الأطفال والذكور. تمثل الأورام الوعائية اللمفاوية 4% من جميع أورام الأوعية الدموية و25% من أورام الأوعية الدموية الحميدة لدى الأطفال. إضافة إلى ذلك، تُشاهد 50% من الأورام الوعائية اللمفاوية عند الولادة وتصبح أكثر وضوحًا في الخامسة من العمر.

## العلامات والأعراض
- يتمثل العرض الرئيسي لهذا المرض في ظهور الحويصلات السطحية المصطبغة على سطح الجلد، التي تُسمى الورم الوعائي اللمفاوي المتحدد.[2] وهي عقد من الحويصلات التي تأخذ شكل بثور صغيرة وقاسية، توجد عادة في مناطق العنق والكتفين والإبط والأطراف والفم واللسان. هناك أنواع مختلفة من الأورام الوعائية اللمفاوية تبعًا لحجم الكتل.
- الكيسات الكبيرة، أو الأورام الوعائية اللمفاوية التي يزيد حجمها عن 2 سم. تظهر في كثير من الأحيان على هيئة تصبغات زرقاء وحمراء وذات قوام كتلي اسفنجي.
- الكيسات الدقيقة، أو الحويصلات التي تقل عن 2 سم. تنمو أو تتراكم على شكل عقد وتظهر على هيئة بثور صغيرة. يُشار إليها أيضًا باسم الأورام الوعائية اللمفاوية الشعرية.[3]
- تختلف الأعراض أو المضاعفات بناء على موقع الحويصلات.
- تسبب عند ظهورها في اللسان صعوبات في الكلام والأكل.
- يمكن أن يسبب الورم الوعائي اللمفاوي داخل محجر العين الرؤية المزدوجة (الشفع).
- قد تحدث صعوبة في التنفس وألم في الصدر إذا تكونت الأورام داخل الصدر.
- تشمل الأعراض الأخرى لهذا المرض:[4]
- تورم
- قيء
- حمى وقشعريرة
- كيسات مملوءة بالدم خلف العين

## الآلية
يحدث هذا المرض نتيجة تشوه لمفاوي أو تطور غير طبيعي للجهاز اللمفاوي، ويُسمى أيضًا الورم الوعائي اللمفاوي المتحدد. يكون السبب الكامن وراء هذا المرض النادر مجهولًا في كثير من الحالات. وأجريت دراسات مختلفة لفهم الآلية المرضية المسببة لهذا المرض. تتضمن الآلية المرضية تجمع الصهاريج اللمفاوية داخل الطبقة العميقة تحت الجلد. تُفصل عن الشبكة الأساسية للأوعية اللمفاوية. يتحقق الاتصال بين الأوعية اللمفاوية السطحية من خلال القنوات اللمفاوية المتوسعة والعمودية. ينشأ التشوه عندما يكون الكيس اللمفاوي البدئي غير قادر على الاتصال ببقية الجهاز اللمفاوي خلال التطور الجنيني. يؤدي هذا الاضطراب إلى تشكل طبقة سميكة من الألياف العضلية التي تسبب انقباضات منتظمة تزيد بدورها من الضغط داخل الجداري. يؤدي الضغط الإضافي إلى امتداد القنوات المتوسعة من الجدران العميقة للصهاريج إلى الخارج باتجاه الجلد. أشارت نتائج دراسة أجراها ويمستر في 1976 إلى أن الحويصلات التي لوحظت في الورم الوعائي اللمفاوي هي في الواقع أكياس زائدة خارجة عن الأوعية المتوسعة البارزة. تُدعم هذه الفكرة من خلال الدراسات الشعاعية التي أظهرت صهاريج كبيرة متعددة الحجرات تقع في عمق الأدمة وراء الآفات السريرية. خلصت هذه الدراسات إلى أن الأورام الوعائية اللمفاوية لا تُظهر أي دليل على الاتصال ببقية الأورام اللمفاوية الطبيعية. وأكدت على فكرة أن سبب هذا المرض فشل الأكياس اللمفاوية البدئية في الاتصال بالجهاز اللمفاوي.